# Graham (Texas)
Pour l’article homonyme, voir Graham.
La ville américaine de Graham est le siège du comté de Young, dans l’État du Texas. Elle comptait 8 903 habitants lors du recensement de 2010.

## Démographie
Lors du recensement de 2010, la ville comptait une population de 8 903 habitants. Elle est estimée, en 2016, à 8 792 habitants.

## Personnalité
- Owen J. Baggett

## Source
- (en) Cet article est partiellement ou en totalité issu de l’article de Wikipédia en anglais intitulé « Graham, Texas » (voir la liste des auteurs).